# Seisla
Seisla es un municipio situado en el distrito de Saale-Orla, en el estado federado de Turingia (Alemania). Tiene una población estimada, a fines de 2023, de 123 habitantes.
Está integrado a la mancomunidad de municipios (verwaltungsgemeinschaft) de Ranis-Ziegenrück.